# ستيفن ويه
ستيفن ويه (بالإنجليزية: Stephen Weigh)‏ مواليد 28 فبراير 1987 في كوينزلاند، هو لاعب كرة سلة أسترالي. بدأ مسيرته الاحترافية في سنة 2008. يلعب مع كيرنز تيبانز في الدوري الأسترالي لكرة السلة. يحمل الرقم 13.

## المسيرة الاحترافية
لعب مع برث وايلدكاتز في الدوري الأسترالي من سنة 2008 إلى 2011، ثم لعب مع أديليد ثيرتي سيكسترز من سنة 2011 إلى 2013، ثم لعب مع كيرنز تيبانز في الدوري الأسترالي في سنة 2013.

## روابط خارجية
- ستيفن ويه على موقع كلية كرة السلة في سبورتس رفرنس.كوم (الإنجليزية)
- ستيفن ويه على موقع ريلجم (الإنجليزية)
- ستيفن ويه على موقع بروبوليرز (الإنجليزية)